# Lewis Reeves
Lewis Reeves (* 29. März 1988 in Doncaster) ist ein britischer Schauspieler.

## Leben und Karriere
Reeves wurde 1988 in Doncaster in England geboren. Er war Schüler am Henley-College in Henley-on-Thames und studierte an der Royal Welsh School of Music and Drama, wo er 2011 mit einem Bachelor in Schauspiel graduierte. Im folgenden Jahr hatte er sein professionelles Theaterdebüt mit einer Aufführung von Our Boys neben Matthew Lewis und Arthur Darvill.
2014 spielte er im Donmar Warehouse in der Revival-Aufführung von My Night with Reg von Kevin Elyot, der während der Vorbereitung verstarb, zum zwanzigsten Jubiläum der Uraufführung; im Folgejahr fand diese im Apollo Theatre im West End statt. Reeves spielte die Rolle Eric, für die er sich im Verlauf des Stücks auf der Bühne nackt ausziehen musste. Ein Werbeposter, auf dem er mit nacktem Hintern zu sehen ist, wurde von Transport for London für die Verwendung im London Underground untersagt.
Im Fernsehen begann er zunächst 2012 mit kleineren Episodenrollen in verschiedenen Serien. Wiederkehrende Rollen folgten unter anderem 2013 in The Support Group, 2015 in Uncle und 2016 in Crazyhead. Seit 2015 verkörpert er in dem britischen Krimidrama Unforgotten die Hauptrolle DC Jake Collier.
In den Fußballsimulationsspielen FIFA 17 und FIFA 18 spricht Reeves im Story-Modus The Journey die Figur Gareth Walker.
Reeves schrieb den Kurzfilm Lola, für den er Alexander Vlahos als Regisseur engagierte. Nach einer Crowdfinanzierungskampagne über  Indiegogo fanden die Dreharbeiten 2018 statt. Reeves spielt neben Anna Brewster und Arinzé Kene in dem Film, der im März 2020 erschien und anschließend auf Filmfestivals gezeigt wurde.  Bei dem Liverpool Underground Filmfestival im Juni 2020 wurde Reeves für Lola als bester Nebendarsteller ausgezeichnet.

## Filmographie

### Fernsehserien
- 2012: Holby City (1 Episode)
- 2012: White Van Man (1 Episode)
- 2012: Doctors (1 Episode)
- 2012: Coming Up (1 Episode)
- 2013: The Support Group (5 Episoden)
- 2013: Lee Nelson's Well Funny People (3 Episoden)
- 2013: Law & Order: UK (2 Episoden)
- 2013: Misfits (1 Episode)
- 2014: George Gently – Der Unbestechliche (1 Episode)
- 2014: Our World War (Miniserie, 1 Episode)
- 2015: Uncle (3 Episoden)
- 2015–2021: Unforgotten (24 Episoden)
- 2016: Crazyhead (6 Episoden)
- 2017: It's My Shout: Short Films from Wales (Kurzfilmreihe, Episode Home)
- 2020: I May Destroy You (3 Episoden)
- 2022: The Midwich Cuckoos (7 Episoden)
- 2022: Sandman (1 Episode)
- 2022: Brassic (1 Episode)
- 2022: Rosie Molloy Gives Up Everything (6 Episoden)

### Film
- 2015: Harry Price: Ghost Hunter (Fernsehfilm)
- 2017: Pipe Dreams (Kurzfilm)
- 2019: Born A King, als Eduard VIII.
- 2019: Old Beginnings (Kurzfilm)
- 2020: Lola (Kurzfilm, auch Autor und Associate Producer)

### Videospiele
- 2016: FIFA 17
- 2017: FIFA 18